# Nabil Baha
Nabil Baha (àrab: نبيل باها, Nabīl Bāhā) (Remiremont, França, 12 d'octubre de 1981) és un futbolista franco-marroquí ja retirat, internacional amb la Selecció de futbol del Marroc, ex jugador del CE Sabadell, del Màlaga CF i campió de lliga amb el Fath Union Sport de Rabat.

## Trajectòria
Nabil Baha va néixer a Remiremont, els seus pares eren originaris de Douar Guerzine vora Fes. Va debutar en el conjunt francès del Montpellier HSC en la temporada 2000/2001. Durant l'any del seu debut va començar a donar mostres de la seva capacitat golejadora marcant 19 gols. En el període comprès entre els anys 2001-2004, va formar part del club portuguès Associação Naval 1º de Maio.
Després d'una temporada en el Sporting Clube de Braga on no va disposar de gaires oportunitats, en la temporada 2005-2006 Baha va aterrar al futbol espanyol, fitxant pel Racing de Ferrol de la Segona Divisió espanyola. A pesar que el club va perdre la categoria a final de temporada, Nabil va acabar com un dels jugadors més destacats de l'equip, marcant 8 gols en 37 partits.
A final de la temporada se'n va anar al club francès US Créteil-Lusitanos on només va jugar mig any, ja que durant el mercat d'hivern va ser traspassat al conjunt espanyol SD Ponferradina de la Segona Divisió espanyola. Malgrat haver arribat a meitat de temporada va aconseguir uns excel·lents registres de 9 gols en 20 partits.
En la temporada 2007-2008 va arribar al que tot just acabava d'ascendir Màlaga CF, on es beneficià de les lesions del titular Salva Ballesta. Va marcar el seu primer gol en la competició en el 4–0 contra el Recreativo de Huelva el 5 d'octubre de 2008; el mes següent també va marcar a l'Estadi Santiago Bernabéu contra el Reial Madrid, tot i que al final el seu equip va perdre 3–4. Va acabar la temporada amb deu gols, un dels jugadors més golejadors de la plantilla. No obstant això, malgrat els seus registres sempre va ser qüestionat per un sector de l'afició malaguenya, cosa que va provocar declaracions del jugador sobre el seu descontentament amb la situació.
Per a la temporada 2009/10, amb el club malagueny canvia el seu dorsal i nom (Baha, 25), per Baha Z., 7, afegint la zeta en honor del seu fill nascut recentment: Ziyad.
Al mercat hivernal de la temporada 2010/2011,i després de les poques oportunitats en el Màlaga CF, el jugador estava disposat a abandonar el club. Així, va estar a un pas de signar pel Deportivo de la Coruña, però va ser l'entrenador del propi club gallec, Miguel Ángel Lotina, qui es va negar al fet que el davanter fitxés pel club. Finalment, i després d'unes suposades ofertes del Getafe CF i del FC Moscou, que no van arribar a bon port, el jugador va arribar a un acord amb el club malagueny per desvincular-se'n el 31 de gener de 2011, poques hores abans del tancament del mercat d'hivern. Una vegada lliure, el jugador va signar pel club grec AEK Atenes. Durant els sis mesos que va romandre en el quadre hel·lè va ser titular, encara que no va sumar cap gol en Lliga. Sí ho va fer en la Copa de Grècia, el final de la qual va guanyar l'AEK per 3-0. Baha va marcar el segon. L'estiu de 2011, abandona l'AEK i signatura pel club català del CE Sabadell per 2 temporades. La temporada 2013-2014 fitxa per l'equip xinès Dalian Aerbin F.C. Després del seu pas per la Xina tornà a Espanya, concretament a Màlaga on va ser a punt de fitxar pel Centro de Deportes El Palo de la segona divisió B espanyola, però finalment marxà al Fath Union Sport de Rabat, entrenat per l'exjugador del Racing de Santander Hoalid Regragui. Amb aquest equip va guanyar la Lliga del Marroc en la temporada 2015-2016. Finalment, el juliol de 2016 anunciava que es retirava com a jugador i esdevenia membre del quadre tècnic del FUS Rabat.

## Trajectòria com a internacional
Baha va ser internacional marroquí des de febrer de 2003, i va participar en la Copa d'Àfrica de Nacions 2004 on la seva selecció acabà subcampiona darrera de l'amfitriona Tunísia, guanyant per 4–0 en la semifinal a Mali.
A causa d'una luxació d'espatlla que va patir en els últims mesos d'octubre contra Racing de Santander en un partit de la Copa del Rei de futbol, Baha no va poder entrar en la llista definitiva de la seva selecció per a la Copa d'Àfrica de Nacions 2008 que es va celebrar a Ghana.